# Ptinomorphus
Ptinomorphus — род жесткокрылых насекомых семейства точильщиков.

## Описание
Надкрылья в тонкой беспорядочной пунктировке. Переднеспинка с острым продольным гребнем. Верхняя сторона тела в двойном опушении: в редких, торчащих или приподнятых волосках и в белом или сером опушении, которое образует сплошной покров или рисунок.

## Систематика
В составе рода:
- Ptinomorphus angustatus (Brisout de Barneville, 1861)
- Ptinomorphus aquilus Toskina, 2001
- Ptinomorphus imperialis (Linnaeus, 1767)
- Ptinomorphus magnificus (Reitter in Leder, 1880)
- Ptinomorphus perpulchrus (Obenberger, 1917)
- Ptinomorphus regalis (Duftschmid, 1825)
- Ptinomorphus rosti (Pic, 1896)
- Ptinomorphus sericeus Toskina, 2001
- Ptinomorphus tatjanae Logvinovskiy, 1978